# Heliura marica
Heliura marica är en fjärilsart som beskrevs av Pieter Cramer 1775. Heliura marica ingår i släktet Heliura och familjen björnspinnare. Inga underarter finns listade i Catalogue of Life.